# لی دان (تیرانداز)
لی دان (انگلیسی: Li Dan؛ زادهٔ ۱۳ فوریهٔ ۱۹۶۲) تیرانداز زن اهل چین بود. وی در بازی‌های المپیک تابستانی ۱۹۸۸ حضور داشته‌است.